# Diego Alonso
Artikeln följer den spanska namnseden; faderns efternamn är Alonso och moderns efternamn López.
Diego Martín Alonso López, född 16 april 1975, är en uruguayansk fotbollstränare och tidigare spelare som spelade som anfallare. Han är förbundskapten i Uruguays landslag.
Under sin spelarkarriär spelade Alonso utöver sitt hemland även i Argentina, Spanien, Mexiko och Kina. Noterbart är att han vann skytteligan och Segunda División 2001/2002 med Atlético Madrid. Alonso var även en del av Uruguays trupp i Copa América 1999.
Alonso började sin tränarkarriär 2011 och har tränat klubbar i Uruguay, Paraguay, Mexiko och USA. Han ledde bland annat Pachuca till att bli mästare i Clausura 2016 samt Concacaf Champions League 2016/2017. I december 2021 blev han utsedd till förbundskapten i Uruguays landslag.